# С новым счастьем!
«С новым счастьем!» — российский телесериал 1999 года, лирическая мелодрама. Всего было снято семь серий. Также вышло продолжение сериала «С новым счастьем! 2. Поцелуй на морозе» (8 серий).

## Сюжет
Для столичной медсестры Веры несчастье свалилось как снег на голову — под Новый Год её неожиданно, после двадцати совместных лет жизни, бросил муж ради другой женщины. Муж Веры — Анатолий (преподаватель ВУЗа) завёл серьёзный роман с молоденькой Катей — своей студенткой и к тому же девушкой своего сына Димы. Верины подружки — Лора и Надя предлагают ей разные варианты как отомстить негодяю, обмануть его; дают советы, как вернуть мужа. Но ни один из этих рецептов не подходит героине, так как Вера очень честный человек и верит только в судьбу. Она хорошо понимает, что ничего тут уже не поделаешь, она точно знает — любовь умерла и её не вернуть. Вера не умеет лгать и притворяться, и ей уже поздно становиться роковой женщиной. А главное, она никогда не сможет обмануть саму себя. Она умеет только любить — жертвенно и самозабвенно. И судьба приготовила ей награду — новую большую любовь. Ведь не зря говорят, что в Новый Год сбываются самые невероятные желания. И брошенная жена убеждается в этом на собственном примере — как раз в тот момент, когда, как ей казалось, что жизнь потеряла всякий смысл. Очень скоро её герой-утешитель позвонит ей в дверь… И с ним — новое счастье приходит к героине…

## В ролях
- Ирина Муравьёва — Вера Васильевна Васильева, медсестра
- Александр Михайлов — преподаватель университета Анатолий Васильевич Васильев, муж Веры
- Ивар Калныньш — знаменитый дирижёр Владимир Тоболицкий, поклонник и жених Веры
- Елена Коренева — стилист Лора, подруга и соседка Веры
- Евгения Глушенко — медсестра Надя, подруга и коллега Веры
- Анна Большова — студентка Катя, невеста Анатолия и бывшая девушка Димы
- Александр Карпенко-мл. — Дима, сын Веры и Анатолия
- Владимир Носик — электрик Сеня, муж Нади и друг Анатолия
- Александр Фатюшин — Анатолий, поклонник Веры, водитель Вадима Вадимовича
- Борис Токарев — бизнесмен Вадим Вадимович, знакомый Веры и любовник Лоры
- Зоя Буряк — Наташа, жена Димы
- Андрей Ташков — бизнесмен Никита, любовник Лоры
- Алексей Лысенков — камео
- Владимир Долинский — импресарио Тоболицкого
- Олег Комаров — продавец клубники на рынке
- Олег Сорокин — Олег Сорокин, студент Анатолия Васильевича
- Женя Онегин (Евгений Эйдлин) — курьер (посыльный с цветами)
- Даня Онегин (Даниил Эйдлин) — курьер (посыльный с цветами)

## Съёмочная группа
- Режиссёр: Леонид Эйдлин
- Сценаристы: Максим Стишов, Юрий Каменецкий, Эжен Щедрин
- Оператор: Григорий Беленький
- Художник: Владимир Кирс
- Монтаж: Светлана Мановцева, Элеонора Праксина
- Костюмы: Алина Будникова
- Продюсеры: Феликс Клейман, Давид Кеосаян
- Композиторы: Исаак Шварц, Владимир Корчагин
- Аранжировка: Владимир Корчагин
- Ирина Муравьёва — Исполнительница песен: «Дождик осенний», «Что ты слёзы льёшь…», «Замкнутый круг», «Надежды крашеная дверь…», «Каждый выбирает для себя…»: на стихи —
  - Стихи: Булата Окуджавы, Юлия Кима, Владимира Высоцкого, Юрия Левитанского
  - Музыка: «Вальс» Яна Сибелиуса
  - Песни: «Ромашки» и «Ариведерчи» Земфиры